# Publio Cornelio Scipione (tribuno consolare 395 a.C.)
Publio Cornelio Scipione, in latino Publius Cornelius Scipio, (fl. IV secolo a.C.), è stato un politico e militare romano del IV secolo a.C. appartenente al ramo degli Scipioni della gens Cornelia, una famiglia patrizia dell'antica Roma.

## Magister Equitum
Nel 396 a.C., durante la dittatura di Furio Camillo, fu il comandante della cavalleria nella guerra contro Veio.

## Primo tribunato consolare
Nel 395 a.C. fu eletto tribuno consolare con Publio Cornelio Maluginense Cosso, Cesone Fabio Ambusto, Lucio Furio Medullino, Quinto Servilio Fidenate e Marco Valerio Lactucino Massimo.
Ai due fratelli, Cornelio Maluginense e Cornelio Scipione, fu affidata la campagna contro i Falisci, che però non portò ad alcun risultato concreto, mentre a Valerio Lactuciono e Quinto Servilio toccò in sorte quella contro i Capenati, che alla fine furono costretti a chiedere la pace a Roma.
In città, dove infuriavano le polemiche legate alla suddivisione del bottino ricavato dalla caduta di Veio dell'anno prima, si accese un'altra polemica, originata dalla proposta del tribuno della plebe Veio Tito Sicinio di trasferire parte della popolazione romana a Veio, proposta a cui i Senatori si opposero strenuamente.

## Secondo tribunato consolare
Nel 394 a.C. fu eletto tribuno consolare con Marco Furio Camillo, Lucio Furio Medullino, Lucio Valerio Publicola, Spurio Postumio Albino Regillense e Gaio Emilio Mamercino.
A Furio Camillo fu affidata la campagna contro i Falisci che si concluse con la resa di Falerii a Roma.
A Gaio Emilio e Spurio Postumio fu invece affidata la campagna contro gli Equi. I due tribuni, dopo aver sbaragliato i nemici in campo aperto, decisero che mentre Gaio Emilio sarebbe rimasto a presidiare Verrugine, Spurio Postumio avrebbe saccheggiato le campagne degli Equi. Ma i Romani, durante questa azione, furono sorpresi e sbaragliati da un attacco degli Equi.
Nonostante la sconfitta, e nonostante molti soldati di guarnigione a Verruggine, si erano rifugiati a Tuscolo, temendo un successivo attacco degli Equi, Postumio riuscì a riorganizzare l'esercito, e ad ottenere una nuova vittoria campale contro gli Equi.